# Zeehan Highway
Der Zeehan Highway ist eine australische Fernstraße an der Westküste Tasmaniens.

## Verlauf
Die Straße beginnt 3 km nordwestlich von Queenstown als Fortsetzung des Lyell Highway und führt zunächst nach Nordwesten. Dabei überquert sie den Yolande River. Bald danach zweigt die Anthony Main Road (B28) nach Tullah nach Nordosten ab. Kurz danach überquert der Zeehan Highway den Henty River. Im weiteren Verlauf nach Nordwesten werden der Little Henty River und der Dundas River überquert. Westlich der Siedlung Dundas schließt sich der Murchison Highway in nordnordöstlicher Richtung an, während der Zeehan Highway nach West-Südwesten abbiegt (ab dieser Abbiegung Nr. B27) und nach 5 km die Stadt Zeehan erreicht. In den südlichen Vororten der Stadt endet der Highway und führt als Henty Road (B27) weiter Richtung Süden nach Strahan am Macquarie Harbour. In Zeehan zweigt, durch das Stadtzentrum geführt, eine Heemskirk Road (C249) zum Reece-Staudamm am Pieman River ab.